# Птахи повернулись
Птахи повернулись — альбом реміксів гурту «Скрябін». Довгий час був у вигляді інтернет-релізу, і лише 2005 року включений у видання МР3 пісень «Скрябіна», а в 2010 році був перевиданий на компакт-диску українським лейблом Moon Records.

## Про альбом
1999 року Євген Бурмак запропонував видати збірку танцювальних реміксів на пісні з альбому «Птахи» під назвою «Птахи повернулись» і навіть профінансував цей запис. Альбом був записаний, але так і не виданий на касеті чи компакт-диску. Через 6 років у 2005 році цей альбом був включений у видання МР3 пісень «Скрябіна», а у 2010 році був виданий на окремому компакт-диску українським лейблом Moon Records.
"Повернення", до якого увійшло 8 пісень, порадувало наявністю приємних слухачеві наробок «Скрябіна» у традиційному стилі техно. До альбому увійшли не лише пісні з оригінального альбому, але й одна з «Мови Риб» - «Чим пахне» з переробленим текстом пісні. Пісня «Птахи» була двічі реміксована у альбомі - власне «Птахи» і під назвою «Les oison (Molotov-20 hard)». «Змучений» став «Зміцненим» і так далі...

## Список композицій
1. Чим пахне  - 04:11
2. L`amour attack - 05:19
3. Les oison (Molotow-20 hard) - 06:16
4. Мудрий бо німий - 05:18
5. Наприклад - 04:24
6. Плани - 05:00
7. Птахи - 04:29
8. Зміцнений - 05:33

Тривалість: 00:40:36  